# Istanbul Büyükşehir Belediyespor (basket-ball)
Le İstanbul Büyükşehir Belediyespor ou İstanbul BŞB, est un club de basket-ball turc. Le club est basé dans la ville d'Istanbul.

## Histoire
En septembre 2019, le club annonce se retirer de la première division pour raison financière.